# Rudolf Nydahl
Axel Adolf Rudolf Nydahl, född 23 juni 1882 i Stockholm, död 1 maj 1973, var en svensk militär. 
Nydahl, som var son till vinhandlare Karl Nydahl och Jenny Nilsson, avlade mogenhetsexamen 1901, officersexamen 1904, uppnådde kaptens grad och studerade musik vid Conservatoire National de musique et de déclamation i Paris. Han grundade stiftelsen Musikkulturens Främjande 1920, var dess verkställande ledamot och chef för dess musikmuseum. Han var vice ordförande i stiftelsen Carl och Olga Milles Lidingöhem från 1938 och hedersledamot i Orphei Drängar. Han författade Musikens allmänna grundbegrepp (1938).